# Patócs László
Patócs László (Zenta, 1986. január 25. – 2021. május 18.) vajdasági magyar irodalmár, kritikus, újságíró, író.

## Életútja
Egyetemi tanulmányait Újvidéken, az Újvidéki Egyetem Bölcsészettudományi Kar Magyar Nyelv és Irodalom Tanszékén végezte. 2008 októbere és 2009 januárja között a Bécsi Egyetem Finnugor Tanszékének hallgatója volt tanulmányi ösztöndíjasként. Mesterdiplomáját 2010-ben szerezte meg Újvidéken.
Az Újvidéki Rádióban több ízben, több szerepkörben, szerkesztőként és újságíróként dolgozott: elsőként 2009 szeptembere és 2011 februárja, majd 2015 októbere és 2020 júniusa között. Sokáig a Szempont című műsor felelős szerkesztője volt. 2011-től 2014 áprilisáig asszisztensként dolgozott az Újvidéki Egyetem Magyar Tanszékén.
2010 óta részt vett a Szerb Tudományos és Művészeti Akadémia és a Magyar Tudományos Akadémia nemzetközi (bilaterális) projektjének konferencia-sorozatában. 2013-ban kapcsolódott be az Életnarrációk, kisebbségi reprezentációs modellek című kutatási projektumba. 2009 és 2013 között az Emberi Erőforrások Minisztériumának ösztöndíjasa volt mesterhallgatói, doktoranduszi, illetve fiatal oktatói minőségben. A Nemzetközi Magyarságtudományi Társaság és a budapesti Magyar Irodalomtörténeti Társaság Fiatal Kutatói Tagozatának, valamint az újvidéki Híd Kör alapító tagja volt. 2013-tól a Szenteleky Napok Tanácsának tagja. A kishegyesi Dombos Fest irodalmi táborának állandó fellépője és szervezője.
2015-ben előbb a Családi Kör hetilap újságírója, 2015 novemberétől 2017 decemberéig a Magyar Szó Kilátó című kulturális mellékletének szerkesztője, munkatársa. 2018 januárjától 2019 októberéig a Híd folyóirat főszerkesztője.
2020-tól tanárként dolgozott Szabadkán.

## Művei
- Vezeti a népet (regény); Forum Könyvkiadó, Újvidék, 2019[9]
- Érccel mért életek (dráma)[10]